# Ballophilus
Ballophilus är ett släkte av mångfotingar. Ballophilus ingår i familjen Ballophilidae.

## Dottertaxa tillBallophilus, i alfabetisk ordning[1]
- Ballophilus alluaudi
- Ballophilus australiae
- Ballophilus braunsi
- Ballophilus clavicornis
- Ballophilus comastes
- Ballophilus conservatus
- Ballophilus differens
- Ballophilus fijiensis
- Ballophilus filiformis
- Ballophilus flavescens
- Ballophilus foresti
- Ballophilus giganteus
- Ballophilus granulosus
- Ballophilus hounselli
- Ballophilus insperatus
- Ballophilus kraepelini
- Ballophilus latisternus
- Ballophilus lawrencei
- Ballophilus liber
- Ballophilus maculosus
- Ballophilus maldivensis
- Ballophilus mauritianus
- Ballophilus neocaledonicus
- Ballophilus pallidus
- Ballophilus paucipes
- Ballophilus pedadanus
- Ballophilus peruanus
- Ballophilus polypus
- Ballophilus pygmaeus
- Ballophilus ramirezi
- Ballophilus riveroi
- Ballophilus rouxi
- Ballophilus sabesinus
- Ballophilus smaragdus
- Ballophilus taenioformis
- Ballophilus tercrux